# Reginald Ernest Moreau
Reginald Ernest Moreau (Kingston upon Thames, Groot-Londen Verenigd Koninkrijk, 29 mei 1897 – Hereford, 30 mei 1970) was een Britse koloniaal ambtenaar, natuuronderzoeker en vooral ornitholoog. 

## Biografie
Moreau werd geboren in Kingston upon Thames. Zijn vader was een handelaar in waardepapieren en zijn moeder dreef een bakkerszaak. Zijn voorouders waren afkomstig uit Frankrijk. Hij doorliep de Kingston Grammar School. In 1914 verwierf hij een administratieve baan bij het Britse ministerie van Oorlog (War Office). In 1920 werd hij (om gezondheidsreden) overgeplaatst naar Caïro. Egypte was toen een Brits protectoraat. In 1924 trouwde hij met "Winnie" (Winifred) en verhuisde naar Maadi een groene voorstad aan de Nijl, 12 kilometer ten zuiden van het centrum van Cairo. 
In 1927 eindigde zijn dienstverband in Egypte en kreeg hij de kans op een baan bij het Amani Hill Station, een door de Duitsers in 1902 in Duits-Oost-Afrika opgericht biologische en landbouwkundige onderzoekinstelling (Biologisch-Landwirtschaftliche Institut).  In 1920 werd dit deel van Afrika het Britse mandaatgebied Tanganyika. Het instituut lag in het oosten van het Usambaragebergte op 923 meter boven zeeniveau in regenwoud (regenval meer dan 2000 mm per jaar). In 1928 wilde de Britse koloniale overheid dit instituut gaan gebruiken voor het doen van uitgebreid landbouwkundig onderzoek. Moreau kreeg er de baan van archivaris en werkte tot 1946 in Afrika. Daarna ging hij definitief terug naar Engeland. Tussen 1947 en 1966 werkte hij bij het Edward Grey Instituut voor veldornithologie dat is verbonden met de Universiteit van Oxford.

## Zijn werk als ornitholoog
Moreau wilde chemisch analist worden, maar omdat zijn vader een ongeluk kreeg en daar blijvende schade van had, moest het gezin leven van een bescheiden pensioen en was er geen geld voor zijn vervolgstudie. Verder leed Reg(inald) aan reumatische pijnen en had een gebrekkig gezichtsvermogen. In zijn tienerjaren begon hij met het kijken naar vogels, hoewel niemand uit zijn omgeving zijn interesse deelde. Hij werd wel lid van de Britse vereniging voor vogelbescherming (RSPB). In 1920 greep hij de kans om te werken in overheidsdienst in een warm land. In Egypte had hij veel vrije tijd die hij besteedde aan zwerftochten langs de Nijl, hoewel zijn collega's hem dat ontraadden wegens de kans op ontvoering. Hij ontmoette echter alleen vriendelijke Egyptenaren en leerde wat Arabisch en kreeg daardoor meer informatie over de vogels die hij wilde zien. Verder ontmoette hij daar landgenoten (waaronder zijn latere echtgenote Winnie) die werkten voor het Ministerie van Landbouw en daardoor kreeg hij contacten met mensen die op een wetenschappelijke manier met vogelkunde bezig waren. Dankzij deze contacten begon Moreau met het wetenschappelijk verantwoord opschrijven van zijn observaties. Tijdens verlofperioden in Engeland legde hij contact met beroepsornithologen. In 1927 verscheen zijn eerste artikel in het vogelkundige tijdschrift Ibis: een artikel over vogels in Egyptische oases. 
In Tanganyika (Tanzania) ging hij door met zijn vogelstudies. Hij spoorde vogelnesten op en beschreef de legsels en de broedresultaten en ontwikkelde theorieën over legselgrootte en broedresultaat in relatie tot klimaat en leefgebied en publiceerde daarover. Met dit soort ecologisch onderzoek, goed onderbouwd met cijfermatige gegevens, was hij zijn tijd ver vooruit. Over zijn werk correspondeerde hij met belangrijke onderzoekers zoals de Amerikaanse ornitholoog James Chapin, verbonden aan het American Museum of Natural History. In 1934 bezocht de ornitholoog David Lack hem. Lack stimuleerde hem tot het doen van onderzoek van hoge kwaliteit en Lack zorgde later voor zijn benoeming bij het Edward Grey instituut. 
Weer terug in Engeland werd hij redacteur van Ibis. Hij werd in 1949 erelid van de American Ornithologists' Union en van 1960 tot 1965 was hij voorzitter van de British Ornithologists' Union. In 1966 kreeg hij de Godman-Salvin Medal van de Britse Ornithologists' Union.

## Zijn werk/nalatenschap
Hij beschreef zes nieuwe vogelsoorten en 17 ondersoorten (drie soorten en drie ondersoorten samen met William Lutley Sclater) waaronder de Taita-apalis (Apalis fuscigularis) en de naar zijn vrouw Winifred vernoemde Mrs. Moreaus voszanger (Scepomycter winifredae). Hij is auteur of mede-auteur van ongeveer 170 vogelkundige publicaties.

### Publicaties (selectie)
- An Introduction to the Epiphytic Orchids of East Africa. 1943
- Clutch size: a comparative study, with reference to African birds. Ibis 86:286-347, 1944
- Variation in the Western Zosteropidae (aves). 1957
- A Study of the Rare Birds of Africa. 1962
- The Bird Faunas of Africa and Its Islands. 1966
- The Departed Village: Berrick Salome at the Turn of the Century. 1968
- An Atlas of Speciation in African Passerine Birds. 1970
- The Palaearctic-African Bird Migration Systems. 1972 (postuum, door James Monk voltooid)

- Bibsys: 90367605
- CiNii: DA10759919
- Gemeinsame Normdatei: 132077787
- International Standard Name Identifier: 0000 0000 8382 8938
- Library of Congress Control Number: n85815165
- Nationale Bibliotheek van Israël: 987007366586005171
- Nederlandse Thesaurus van Auteursnamen: 072788410
- Réseau des bibliothèques de Suisse occidentale: 02-A003608451
- Istituto Centrale per il Catalogo Unico: UFIV118242
- LIBRIS: 331898
- SNAC: w6sg80b9
- Système universitaire de documentation: 083674411
- Virtual International Authority File: 52839578
- WorldCat: E39PBJrKVHqGFpfHjcvDwFJMT3